# Wullersdorf
Wullersdorf osztrák mezőváros Alsó-Ausztria Hollabrunni járásában. 2022 januárjában 2385 lakosa volt. 

## Elhelyezkedése

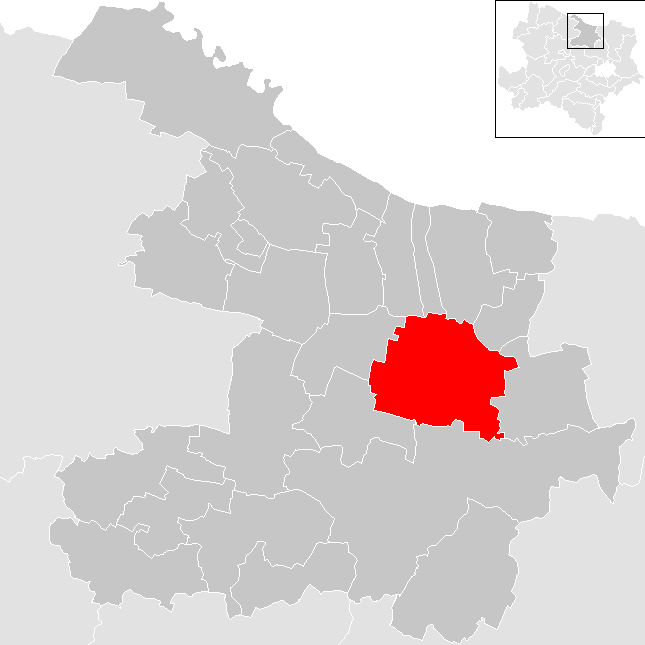
Wullersdorf a Hollabrunni járásban

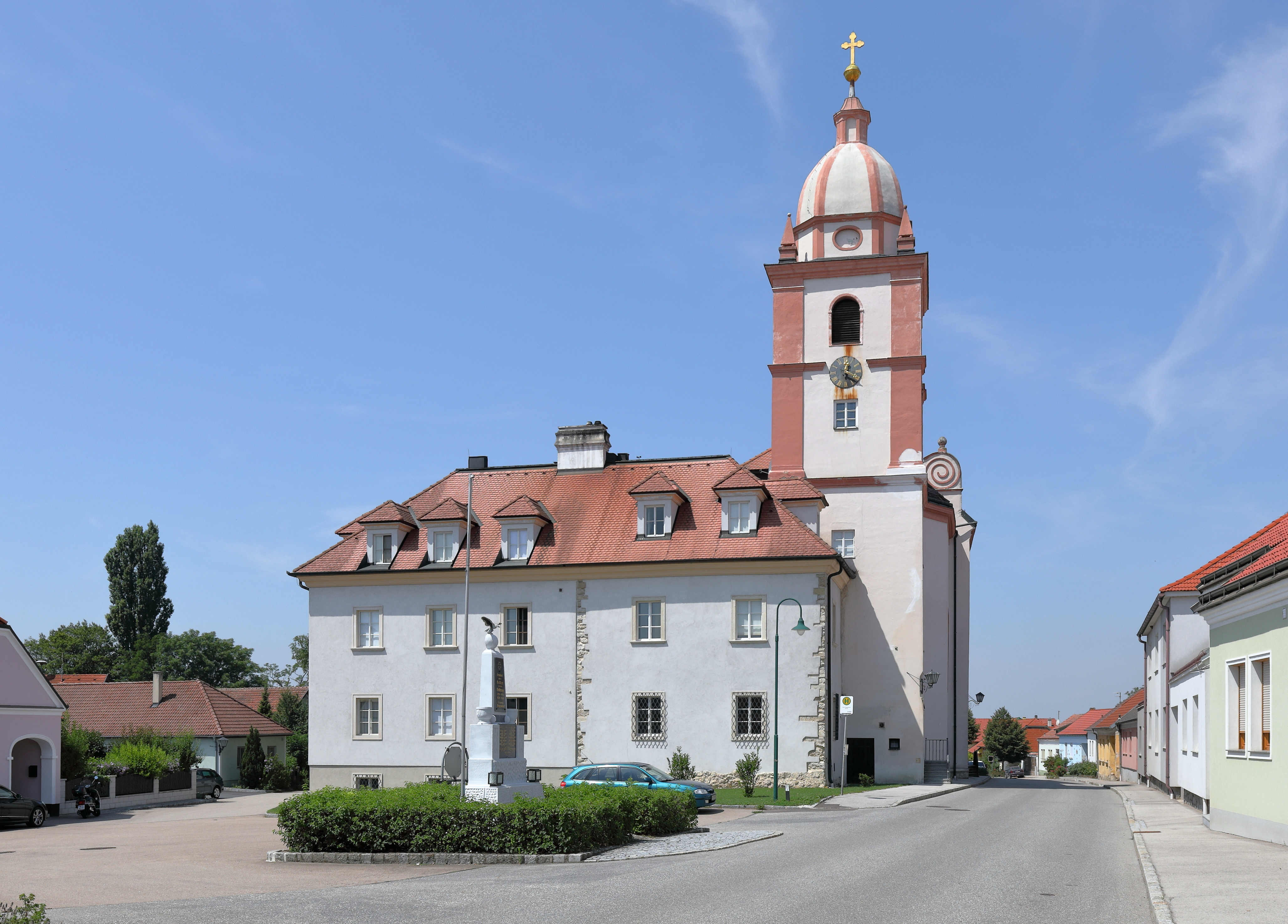
A roggendorfi Mária születése-bazilika

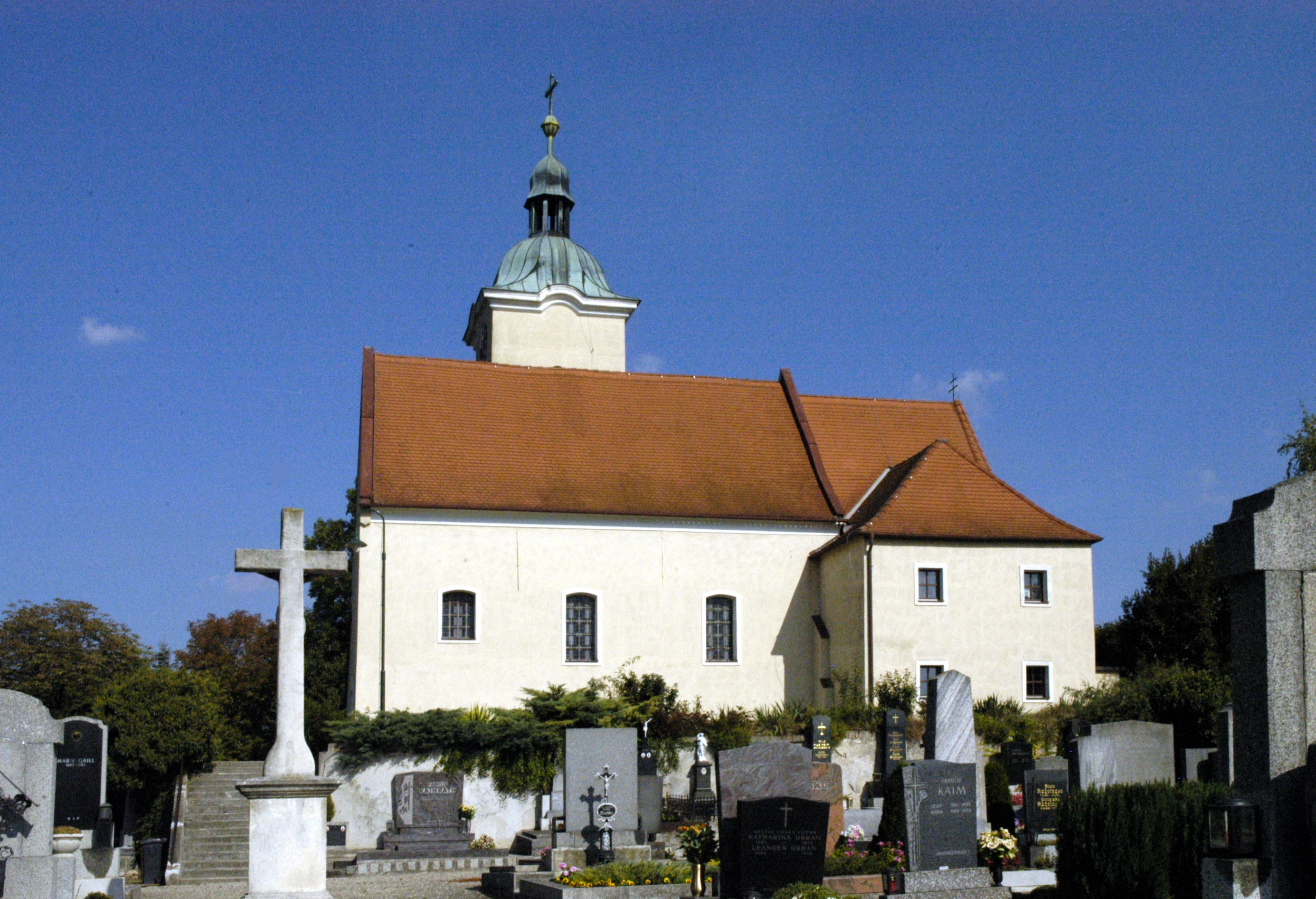
Az oberstinkenbrunni Szt. Lőrinc-plébániatemplom

Wullersdorf a tartomány Weinviertel régiójában fekszik a Gmoosbach folyó mentén, a cseh határ közelében. Területének 4,6%-a erdő, 86% áll mezőgazdasági művelés alatt. Az önkormányzat 10 települést egyesít: Aschendorf (56 lakos 2022-ben), Grund (234), Hart (73), Hetzmannsdorf (139), Immendorf (387), Kalladorf (232), Maria Roggendorf (125), Oberstinkenbrunn (205), Schalladorf (145) és Wullersdorf (789).
A környező önkormányzatok: északra Haugsdorf, Alberndorf im Pulkautal és Hadres, északkeletre Mailberg, keletre Nappersdorf-Kammersdorf, délre Hollabrunn, délnyugatra Grabern, északnyugatra Guntersdorf.

## Története
Wullersdorf területe már a középső kőkor alatt is lakott volt, Immendorf mellett pedig egy újkőkori, kör alakú árokrendszert tártak fel. Kő- és bronzkori szerszámokat, fegyvereket, valamint egy hét sírból álló temetőt is találtak a régészek. 
Wullersdorf templomát 1108-ban szentelte fel Ulrich passaui érsek. 1113-ban III. Lipót őrgróf áthelyezte az egyházközséget a melki apátság felügyelete alá. Wullersdorf urai először a Cham-Vohburg grófok voltak, majd a 12-13. századtól a Kuenring családé volt. Egy 1296-os nemesi felkelést követően a Habsburgok tulajdonába került. 1411-ben Wullersdorf  mezővárosi jogokat kapott (bár korábban már 1113-ban is forum-ként említették). 1495-ben I. Miksa császár eladta Heinrich Prüschenknek, Hardegg grófjának. 1535-ben I. Ferdinánd király címert adományozott a mezővárosnak. 1651-ben a melki apátságé lett és ott is maradt a hűbéri birtokrendszer 1848-as felszámolásáig. 
1809-ben Napóleon maga is megszállt a településen (az akkori 35. számú házban). 1836-ban a kolerajárvány három hónap leforgása alatt 105 áldozatot szedett, számukra új temetőt kellett létesíteni. Az 1866-os porosz-osztrák háborúban a poroszok megszállták Wullersdorfot, élelmiszert és takarmányt rekviráltak; a lakosság egy része az erdőbe menekült. 1871-ben az Északnyugati vasút megépítésével Wullersdorfot is bekapcsolták a vasúti hálózatba.
2001-ben egy főtéren parkoló autó alatt beszakadt az aszfalt és kiderült hogy egy 11. századi alagútrendszer található alatta; ez ma Ferdinánd főherceg pincéje néven látogatható. 

## Lakosság
A wullersdorfi önkormányzat területén 2022 januárjában 2385 fő élt. A lakosságszám 1900-ban érte el a csúcspontját 4231 fővel, azóta hosszas csökkenés után az utóbbi évtizedekben stabilizálódott. 2020-ban az ittlakók 96,5%-a volt osztrák állampolgár; a külföldiek közül 0,8% a régi (2004 előtti), 1,9% az új EU-tagállamokból érkezett. 0,4% az egykori Jugoszlávia (Szlovénia és Horvátország nélkül) vagy Törökország, 0,4% egyéb országok polgára volt. 2001-ben a lakosok 91,5%-a római katolikusnak, 1,9% evangélikusnak, 1% mohamedánnak, 4,5% pedig felekezeten kívülinek vallotta magát. Ugyanekkor 2 magyar élt a mezővárosban; a legnagyobb nemzetiségi csoportot a németek (96,6%) mellett a horvátok alkották 0,7%-kal.
A népesség változása:

| 2016 | 2 375 |
| 2018 | 2 385 |

## Látnivalók
- a wullersdorfi Szt. György-plébániatemplom
- az immendorfi Szt. Katalin-plébániatemplom
- az oberstinkenbrunni Szt. Lőrinc-plébániatemplom
- a roggendorfi Mária születése-bazilika
- a kalladorfi mezőgazdasági múzeum

## Fordítás
- Ez a szócikk részben vagy egészben  a   Wullersdorf című német Wikipédia-szócikk ezen változatának fordításán alapul.  Az eredeti cikk szerkesztőit annak laptörténete sorolja fel. Ez a jelzés csupán a megfogalmazás eredetét és a szerzői jogokat jelzi, nem szolgál a cikkben szereplő információk forrásmegjelöléseként.